# Massa Marittima

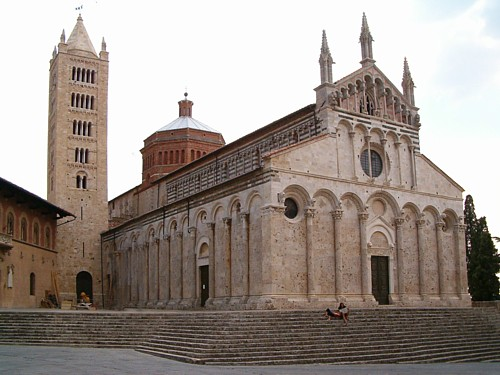
Nhà thờ ở Massa Marittima

Massa Marittima là một đô thị (comune) ở tỉnh Grosseto, vùng Toscana của Ý. Đô thị Massa Marittima có diện tích km2, dân số thời điểm 31 tháng 5 năm 2005 là 8798 người.
Massa Marittima có các đơn vị dân cư sau:
Massa Marittima giáp với các đô thị: